# Еврейская независимая рабочая партия
Еврейская независимая рабочая партия — организация (рабочая партия), действовавшая в западной части Российской империи в начале XX века.
Независимая рабочая партия была основана по инициативе Охранного отделения и С. В. Зубатова в рамках политики по легализации рабочего движения («зубатовщина»). Стремилась ограничить рабочее движение экономическими и культурными вопросами, не затрагивая политических.

## История
В конце XIX века в западных губерниях России преобладали мелкая промышленность и торговля с большим удельным весом еврейских работников. Бесправное положение и высокая безработица в черте оседлости создавали благоприятную почву для революционных движений. Нелегальная еврейская социалистическая партия Бунд, созданная в 1897 году, приобрела большое большое влияние в Минске и вызвала серьёзную озабоченность Охранного отделения.
Аресты бундовцев в 1898—1900 годах позволили руководителю московского охранного отделения С. В. Зубатову ближе познакомиться с арестованными участниками еврейского рабочего движения. С. Зубатов считал, что погасить революционное движение в западных губерниях одними репрессиями невозможно и предполагал противопоставить растущему влиянию Бунда легальную рабочую организацию под контролем полиции. Ему удалось сагитировать нескольких арестованных, обещав им возможность действовать легально при поддержке властей, если они ограничатся экономическими требованиями и прекратят революционную пропаганду. В результате бывшие члены Бунда М. В. Вильбушевич, Ю. Волин, А. Чемерисский были направлены в Минск для создания легальных рабочих организаций.
Летом 1900 года новые союзники Зубатова начали активную деятельность в рамках Бунда, призывая рабочих начать легальную борьбу «за хлеб и знания». Раскол в Бунде привел к образованию новой партии.
Еврейская независимая рабочая партия (ЕНРП) была учреждена летом 1901 года. Манифест вновь созданной организации критиковал Бунд за то, что он «приносит в жертву материальные интересы рабочего класса таким политическим целям, которые ему в настоящее время чужды, игнорирует в своей экономической деятельности многие, безусловно, полезные для рабочей массы мероприятия и навязывает свои политические взгляды и стремления». Программа партии ставила задачу поднятие материального и культурного уровня еврейского пролетариата посредством легальных культурно-экономических организаций. Главным инициатором создания партии и активным ее руководителем стала Мария Вильбушевич, отпущенная из-под ареста Зубатовым и ставшая преданной сторонницей его идей.
Важную помощь ЕНРП оказывал начальник минского жандармского управления полковник Н. В. Васильев. Благодаря его заступничеству и открытой поддержке партия проводила многолюдные собрания и лекции. Его помощь и давление на работодателей обеспечили успех ряда экономических выступлений, что привлекло на сторону ЕНРП массы рабочих и вызвало резко негативную реакцию Бунда. В отличие от Бунда, Поалей Цион разрешала своим членам участвовать в ЕНРП. Независимцы распространили свою деятельность на Бобруйск, Гродно, Вильну, Одессу, Херсон, Николаев, Елисаветград и другие города.
Деятельность ЕНРП вызывала острое недовольство работодателей, которые, не желая идти на уступки, жаловались властям на партию и ее покровителей в корпусе жандармов и охране. Противниками партии стали новый минский губернатор А. А. Мусин-Пушкин и новый министр внутренних дел В. К. Плеве.
Наибольшего влияния за пределами Минска независимцы достигли в Одессе, где в движении участвовали и еврейские, и нееврейские рабочие. Поэтому партию в Одессе называли «Независимая рабочая партия» (НРП), не подчеркивая ее национальный состав. Одесская организация была основана в 1902 году эмиссарами из Минска. Руководил одесскими независимцами Генрих (Хуна Шаев) Шаевич. К апрелю 1903 года Независимая рабочая партия Одессы насчитывала около двух тысяч членов, разбитых на отдельные профсоюзы. Движение распространилось на Елизаветград, Николаев, Херсон. Власти, формально не признавая организации, фактически не препятствовали регулярным собраниям рабочих. Департамент полиции указывал местному жандармскому управлению, что «было бы неудобно официально разрешить этим лицам организовывать свои собрания и конференции или, тем более, распространять их обращения среди рабочих и оказывать им какое-либо активное содействие. Однако допустимо не преследовать их за любую из вышеназванных деятельностей и проявлять к ним терпимость».
В июле 1903 года стачка в Одессе вылилась в массовую забастовку на Юге России. Стачка началась в результате агитации независимцев, при попустительстве властей, не предвидевших, что она достигнет столь крупных масштабов. Ситуация вышла из-под контроля, и при этом Шаевич вместе с другими членами НРП активно участвовали в стачках и руководили ими. По свидетельству В. Жаботинского, Шаевич даже помогал отрядам еврейской самообороны, пользуясь своими связями в полиции.
В. Плеве требовал от одесского градоначальника «принять самые энергичные меры против подстрекателей к забастовке, в том числе и к независимцам, и водворить порядок на улице, хотя бы с употреблением оружия». Одесское отделение партии было разгромлено, Шаевич был арестован, сослан в Вологду, затем в Сибирь.
В 1903 году после кишинёвского погрома, ответственность за который общественность возложила на правительство, идея сотрудничества с властями стала терять популярность в еврейской рабочей среде. Вместе с нею начала падать и популярность ЕНРП. В итоге в июне 1903 года было принято решение о роспуске организации. Как писал Зубатов, «Распустили независимцы свою организацию не по чьему иному, как по личному моему их уведомлению, что В. К. Плеве без указания причин приказал мне остановить навсегда легальное движение.» .